# Nairn (stacja kolejowa)
Nairn – stacja kolejowa w Nairn, w hrabstwie Highland, w Szkocji, w Wielkiej Brytanii. Znajduje się na linii kolejowej Aberdeen to Inverness Line i jest obsługiwana przez First ScotRail.